# Grigore Luminătorul

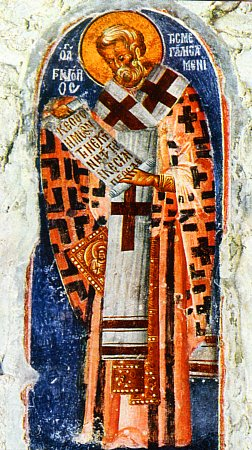

Grigore Luminătorul (în armeană Գրիգոր Լուսաւորիչ - Cricor Lusavorič) (n. 252 d.Hr., Armenia – d. 329 d.Hr.) a fost un episcop armean, apostolul (evanghelizatorul) armenilor, sfânt în calendarele creștine tradiționale.
Al doilea hram al Catedralei armeano-catolice din Gherla este sfântul Grigore Luminătorul.